# Stenoma melanopis
Stenoma melanopis es una especie de polilla del género Stenoma, orden Lepidoptera.
Fue descrita científicamente por Meyrick en 1909.

## Distribución
Se distribuye por Perú.